# Hilmar Curas

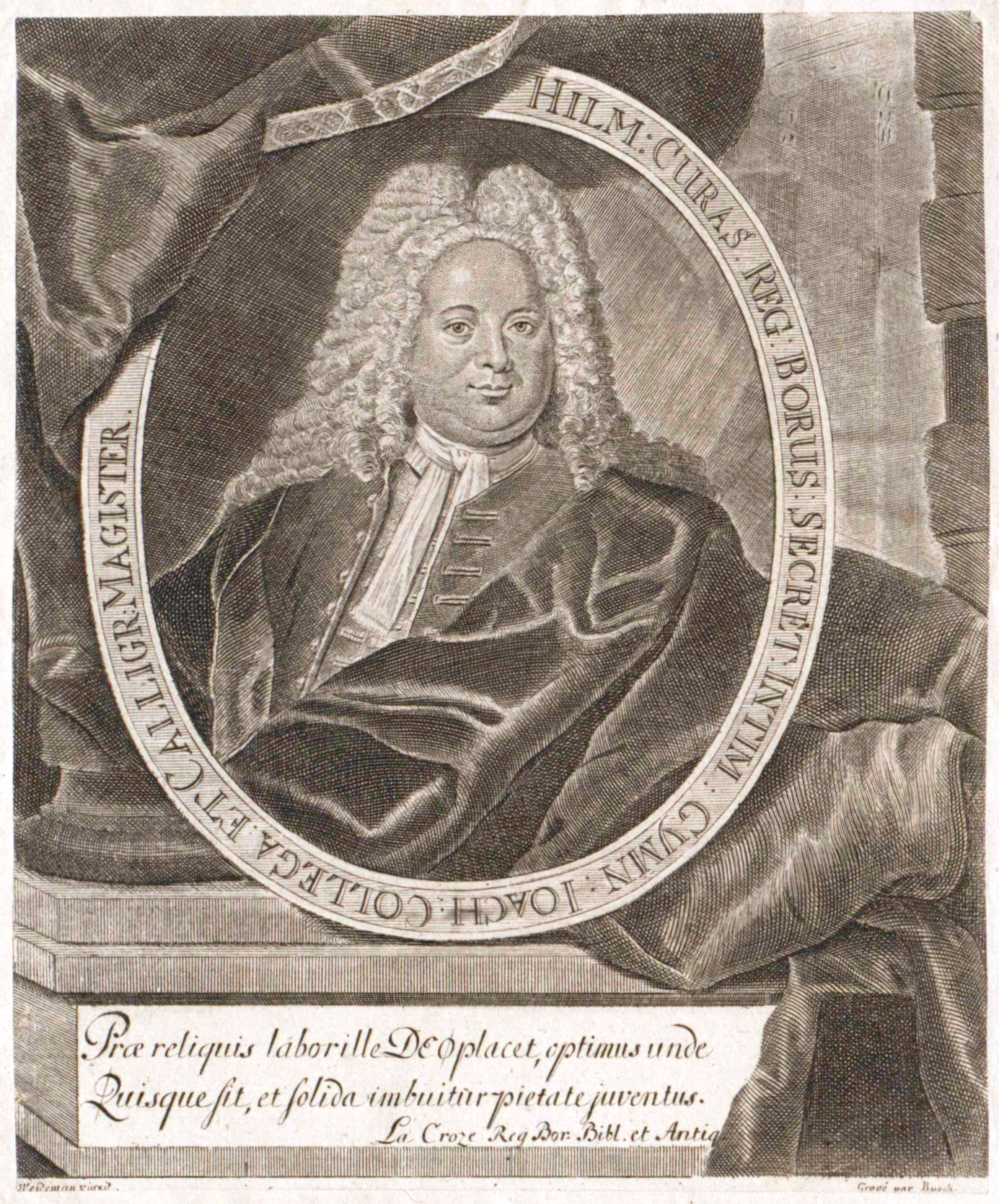
Hilmar Curas, Stich von Georg Paul Busch nach Carl Emil Weidemann (1685–1735)

Hilmar Curas (* 1673 in Aerzen; † 1729) war ein deutscher Sprach- und Schreiblehrer.
Hilmar Curas war Königlich-preußischer Geheimer Sekretär und Professor am Joachimsthalschen Gymnasium in Berlin. Als in Preußen 1714 die Schulschrift normiert wurde, orientierte man sich an den Vorlagen des Schreibmeisters Hilmar Curas, die dieser in seinem Werk Calligraphia regia niedergelegt hatte. In der Folge verbreitete sich die sogenannte Deutsche Kurrentschrift von Preußen aus im gesamten deutschsprachigen Raum und blieb in Preußen bis 1915 die gültige Schulschrift (danach Sütterlin). 1717/1718 war Curas einer der Lehrer Friedrichs II.

## Werke
- Calligraphia regia. Berlin 1714 Digitalisat
- Einleitung zur Universalhistorie. Berlin 1723 Digitalisat
- Erleichterte und durch lange Erfahrung verbesserte Französische Grammatik. Berlin 1746 Digitalisat
- Hilmar Curas Weil. Königl. Preußl. Geheimen Secretairs, und des Königl. Joachimsthalischen Gymnasii Collegen Einleitung zur Universal-Historie. Berlin 1760 Digitalisat
- Erleichterte, vermehrte und ganz neu umgearbeitete französische Sprachlehre. Wien 1798 (viele ähnliche Auflagen zwischen 1771 und 1807)